# Šestanovac
Pour l’article homonyme, voir Šestanovac (Velika Kladuša).
Šestanovac est un village et une municipalité située en Dalmatie, dans le comitat de Split-Dalmatie, en Croatie. Au recensement de 2001, la municipalité comptait 2 685 habitants, dont 99,07 % de Croates et le village seul comptait 530 habitants.

## Localités
La municipalité de Šestanovac compte 5 localités :
- Grabovac
- Katuni
- Kreševo
- Šestanovac
- Žeževica